# Dobcza
Dobcza – wieś w Polsce położona w województwie podkarpackim, w powiecie przeworskim, w gminie Adamówka.
W latach 1853–1975 Dobcza administracyjnie należała do powiatu jarosławskiego.
W latach 1975–1998 miejscowość administracyjnie należała do województwa przemyskiego.

## Części wsi
| SIMC    | Nazwa    | Rodzaj     |
| ------- | -------- | ---------- |
| 0598753 | Kowale   | przysiółek |
| 0598760 | Misany   | przysiółek |
| 0598776 | Przyimek | osada      |

## Historia
W 1892 wybrano zwierzchność gminną, której naczelnikiem został Wasyl Kudłak, a w 170 domach było 1055 mieszkańców. W 1921 roku w Dobczy było 148 domy. Według W. Kubijowicza w 1939 roku w Dobczy było 1120 mieszkańców (w tym: 1040 Ukraińców, 35 Ukraińskich rzymsko-katolików, 5 Polaków i 40 Żydów. W latach 1945–1946 nacjonaliści ukraińscy z OUN-UPA zamordowali tutaj 8 Polaków. 18 maja 1946 polski oddział partyzancki z Narodowej Organizacji Wojskowej pod dowództwem Józefa Zadzierskiego „Wołyniaka” zamordował 18 osób narodowości ukraińskiej i spalono 40 domów. W 1945 roku na Ukrainę wysiedlono 617 osób z 142 domów.

## Oświata
Początki szkolnictwa w Dobczy są datowane na 1859 rok, gdy powstała szkoła filialna, (od 1867 roku szkoła trywialna). Przydatnym źródłem do poznawania historii szkolnictwa w Galicji są Austriackie Szmatyzmy Galicji i Lodomerii, które podają wykaz szkół ludowych, wraz z nazwiskami ich nauczycieli. Od 1878 roku szkoła była już 1-klasowa, a od 1905 roku była 2-klasowa. Szkoły na wiejskie był tylko męskie, a od 1890 roku zostały zmienione na mieszane (koedukacyjne).
Od 1897 roku szkoła posiadała nauczycieli pomocniczych, którymi byli: Katarzyna Saharówna (1897-1900), Michał Gerulanka (1900-1901), Weronika Łańcucka (1901-1902), Emilia Zawadówna (1902-1903), Adam Osierda (1903-1906), Wiktoria Poliszakówna (1906-1907), Helena Górecka (1908-1912), Waleria Irlówna (1912-1913), Emilia Gąsiorowska (1913-1914?).
Kierownicy szkoły.11
? –1868. Jan Wojtowicz.
1868–1907. Jan Dublanica.
1907–1908. Józef Lubaczowski.
1908–1912. Stanisław Górecki.
1912–1913. Jan Szawaryński.
1913–1924(?). Eugeniusz Stroner.